# 道济角蟾
道济角蟾（学名：Boulenophrys daoji），一种分布于中华人民共和国浙江省天台县天台山和宁波市奉化区等地区的两栖动物，隶属于角蟾科布角蟾属。种加词取自南宋天台籍高僧道济禅师——济公的法号。

## 形态特征
道济角蟾体型中等，雄蟾体长32.6～33.6毫米，雌蟾体长37.5～41.4毫米。身体背面皮肤粗糙，颜色变异较大，呈深棕色、深灰色、浅棕色、黄褐色或红棕色，具断续的“X”形或“)(”形肤棱；小腿和大腿背侧具横向短肤棱。

## 保护
本种于2023年被收录入《有重要生态、科学、社会价值的陆生野生动物名录》。